# Patricio Margetic
Patricio „Pato“ Germán Margetic (* 17. Mai 1960 in Avellaneda) ist ein ehemaliger argentinischer Fußballspieler.

## Karriere
Patricio Margetic absolvierte in der Saison 1988/89 zwei Spiele für Borussia Dortmund in der Bundesliga. Sein Debüt hatte er am 8. Spieltag beim 4:0-Sieg gegen Hannover 96. Des Weiteren hatte er einen Einsatz im DFB-Pokal.